# Mesocyclops araucanus
Mesocyclops araucanus – gatunek widłonoga z rodziny Cyclopidae. Nazwa naukowa tego gatunku skorupiaków została opublikowana w 1962 roku przez austriackiego limnologa Heinza Löfflera.